# 블러썸 엔터테인먼트
블러썸 엔터테인먼트(영어: Blossom Entertainment)는 대한민국의 연예 기획사이다. 대표이사는 주방옥이다.

## 개요
- 2012년 3월, IHQ(싸이더스HQ)에서 오랫동안 매니저 팀장으로 일한 주방옥 대표가 함께 일한 승병욱, 김정용과 함께 설립한 엔터테인먼트사로 고창석, 권소현, 김수안, 박보검, 손창민, 송종호, 송중기, 임주환, 정의제, 차태현, 채상우의 매니지먼트를 맡고 있으며 음반, 드라마, 영화, 공연, 이벤트 등 다양한 문화 컨텐츠를 기획, 제작하는 Creative Group이다.[2][3][4][5]
- 2012년부터 박보검, 손승원, 송중기, 임주환, 차태현 등 소속 배우들의 공식 팬클럽 회원들과 함께 ‘사랑나눔’ 캠페인을 통한 이웃사랑을 실천하고 있으며, 서울시 소재의 보육원에서 지속적인 봉사활동을 진행하고 있다. ‘사랑나눔’은 팬들의 주최이자 서로 다른 팬클럽 간의 연합으로 진행되는 자원봉사로, 이례적인 팬 문화로 주목받고 있다.
- 2015년 1월, 연기자 매니지먼트 외에 가수 및 드라마 제작, 영화와 드라마 OST 제작, 공연제작 사업 등을 전개하는 자회사 블러썸티에프를 설립하고 본격적으로 음악 및 신규 사업에 진출했다. 이외에도 라디, 디어, 브라더수, 시애나, 이나래, 러비 등 실력파 싱어송라이터들이 소속된 리얼콜라보와 레이블 제휴 계약을 맺었다.[6]
- 계열사인 (주)블러썸 크리에이티브에서 서비스하는 종합 엔터테인먼트 모바일 방송채널 Blossom TV를 통해 국내외 크리에이터들의 글로벌 문화 콘텐츠와 블러썸엔터테인먼트의 다양한 소식을 방송 프로그램을 소개하고 있다.[7]

## 제작 드라마 작품
- 내 여자친구는 상남자 공동 제작사

## 현재 소속 연예인
- 김수안
- 손창민
- 송종호
- 이하은
- 정문성
- 차태현
- 채상우
- 한수아
- 임수형

## 과거 소속 연예인
- 현준
- 곽선영
- 고창석
- 김건우
- 김민철
- 정건주
- 권소현
- 김강민
- 김보령
- 박보검
- 손승원
- 송중기
- 이유진
- 신승환
- 양세종
- 임주환
- 이광훈
- 이서원
- 정소민
- 한상진
- 정의제